# Cryptops verdascens
Cryptops verdascens är en mångfotingart som beskrevs av Bernard Goffinet 1971. Cryptops verdascens ingår i släktet Cryptops och familjen Cryptopidae. Inga underarter finns listade i Catalogue of Life.